# Marketing social

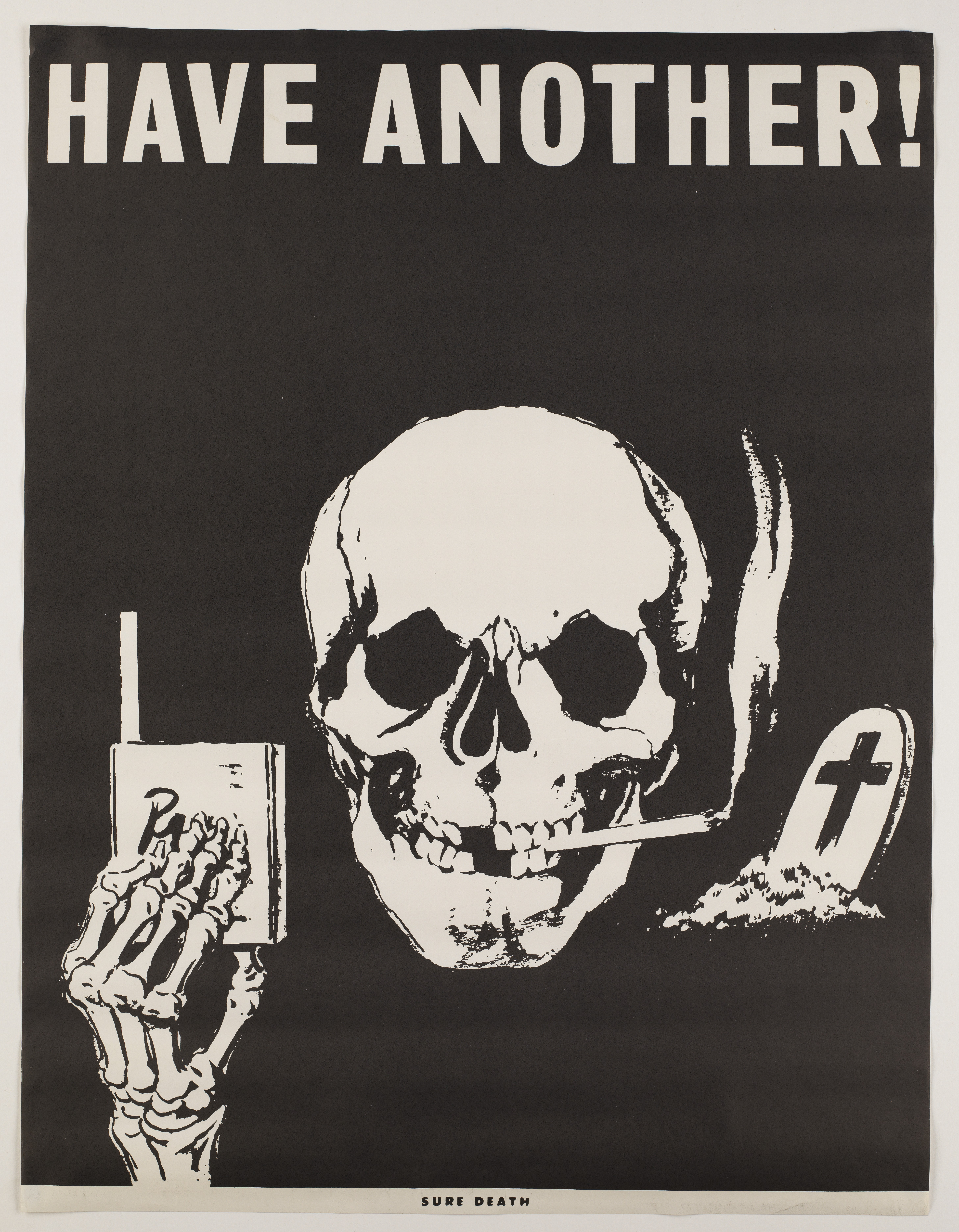
Affiche incitant à arrêter de fumer. Un squelette représentant la mort scande "Prenez en une autre" et en petit en bas "Mort certaine".

Le marketing social recourt aux principes et aux techniques du marketing dans le but d’amener un public cible à accepter, rejeter, modifier ou délaisser volontairement un comportement dans son intérêt, dans l’intérêt d’un groupe ou dans l’intérêt de l’ensemble de la société.
Nancy R. Lee, Michael L. Rothschild et William Smith (2011) ont publié une déclaration sur le marketing social afin d’en préciser les éléments communs à d'autres disciplines et sa contribution unique au domaine du changement social et comportemental.

## Principes du marketing social
Deux groupes de principes peuvent être inventoriés :
- ceux communs à d'autres disciplines (marketing commercial notamment),
- ceux propres, spécifiques au champ d'application "social" de ce marketing bien particulier.

## Principales caractéristiques du marketing social communes à d'autres disciplines

### Approche centrée sur les publics cibles
Le marketing social se fonde sur le principe qu’un public cible a la capacité de prendre des décisions et de faire des choix. Il ne s’agit pas d’étudiants à éduquer ou de récalcitrants à corriger. Il rejette ainsi l'idée paternaliste selon laquelle les experts savent ce qui est mieux et ont la légitimité pour dire aux gens comment se comporter. Le marketing social préconise plutôt une approche centrée sur le public cible. Il cherche à cerner le profil de chaque public cible (ses besoins, ses attentes, ses perceptions, les obstacles à l’adoption de certains comportements, son style, son milieu de vie et ses habitudes médiatiques), afin de comprendre ce que veut ce public cible et, ainsi, pouvoir lui fournir le soutien nécessaire pour l'acquérir.

### Segmentation
Les individus ne se comportent pas tous de la même manière face à un enjeu social et ne réagissent pas tous de la même manière à une stratégie donnée. En segmentant la population en fonction de certaines variables (l’importance que les gens attachent à un comportement donné ou à ses avantages, leurs habiletés, leur mode et leur milieu de vie), il est possible d’adapter les stratégies en conséquence. Il s’ensuit une augmentation de l'efficacité des programmes ayant pour objectif un changement de comportement. On privilégiera les segments les plus susceptibles d'adopter le comportement voulu (y compris parmi les populations difficiles à rejoindre) ou les plus importants pour les objectifs de l'organisme. Le changement de comportement du segment choisi doit profiter à l’ensemble de la société.

### Comportement comme objectif
Par comportement, on entend une action ou le manque d’action observable d'un individu. Le marketing social s’intéresse à l’adoption volontaire de comportements bénéfiques à la société. Le succès du marketing social se mesure par l’adoption ou non du comportement désiré, et non pas seulement par un changement du degré de sensibilisation des personnes, de leurs connaissances ou encore de leurs intentions comportementales. 

### Évaluation
L’évaluation d’une initiative de marketing social se fonde sur les résultats en cours (taux de changement de comportement du public cible) et sur les retombées attendues des bénéfices pour la société. Le marketing social est un processus continu dans lequel l'évaluation et le suivi fournissent des données sur les préférences du public cible et sur les changements environnementaux nécessaires pour maintenir et accroître l'effet des programmes.

### Interventions en amont et en aval
Les efforts visant à influencer les individus en aval sont souvent renforcés par une intervention en amont, notamment auprès des décideurs politiques ou des entreprises, ainsi qu’auprès de leur entourage (amis, famille et autres personnes influentes).

## Principes uniques au marketing social
Alors que le marketing social intègre de nombreuses caractéristiques d'autres formes de changement de comportement, quatre principes de base lui sont uniques.

### Échange de valeur
Le marketing social se distingue des autres modèles de changement comportemental par le fait que l’« offre » faite au public cible s’appuie sur l’analyse des avantages à modifier un comportement. Cette approche d'échange  se fonde sur le constat suivant : tout changement de comportement sous-tend un coût perçu ou réel (en argent, temps, effort, etc.). Une personne changera son comportement si les avantages qu’elle en retire sont plus importants que les inconvénients et les coûts, et si les obstacles qu’elle juge importants sont atténués. En d’autres termes, pour favoriser l’adoption d’un comportement, il faut augmenter les avantages et réduire les freins. 

### Reconnaissance de la concurrence
Dans une société de libre arbitre, où chacun peut faire des choix, il y a toujours des solutions de rechange. Tous les comportements se retrouvent en concurrence avec d’autres. La concurrence en marketing social se définit comme l’offre des choix disponibles au sein d’une société qui conduisent à l’adoption d’un comportement plutôt qu’à un autre. Les stratégies du marketing social ont pour but de concevoir une offre d'échange unique qui sera perçue par le public cible comme ayant plus de valeur que n’importe quelle autre option disponible.

### Marketing en 4P ou 5C
Le produit, la place (le lieu), le prix et la promotion représentent les éléments fondamentaux des interventions en marketing (les « 4P »). Ces outils sont utilisés pour réduire les obstacles qui rendent difficile l’adoption du comportement désiré et pour accroître les avantages qui incitent les gens à l’adopter. Ces outils sont utilisés de concert pour développer une alternative qui sera perçue comme plus attrayante que toutes les autres. C’est au marketeur social d’évaluer et de pondérer l’utilisation de ces quatre éléments dans le but d’influencer de manière optimale les changements de comportement.
Dans le domaine de la promotion de la santé, on parle des « 5C » du marketing social: comportement, communication, coût, capacité d'accès et collaborateurs.

### Pérennisation
La pérennisation, ou persistance, des programmes de marketing social résulte de leur suivi continu et de leur ajustement aux changements survenus au sein du public cible et de l'environnement. Cette pérennisation est nécessaire à l’obtention d’un changement comportemental à long terme.

## Distinctions
Il ne suffit pas de définir le marketing social et de préciser les principes qu’il partage avec d’autres disciplines ou qui lui sont uniques. Il est tout aussi important de montrer en quoi il se distingue des autres domaines liés au changement de comportements. Cette démarche n’a pas pour objectif de démontrer la supériorité d’une approche sur une autre, mais de mettre en évidence les possibilités uniques du marketing social.

### Marketing commercial
Le marketing social s’est construit à partir des processus et des principes du marketing commercial que sont l’approche client, l'échange, la concurrence, la segmentation, les 4P, les relations et l’approche service. Les deux se distinguent cependant par leur objectif. Alors que le marketing commercial vise à augmenter la richesse de l'entreprise et, ce faisant, le bien-être du consommateur, le marketing social cherche à améliorer le bien-être de l’individu et celui de la société.

### Communication
La communication est utilisée dans de nombreuses approches de changement comportemental. En marketing social, les activités de communication servent à faire valoir les avantages de l'offre, son prix et son accessibilité pour le public cible.  Cette utilisation intégrée des communications dans le marketing est unique au marketing social. Cela dit, la communication ne peut généralement pas à elle seule influencer les comportements.

### Règlementation
La réglementation a également pour but d’influencer les comportements individuels pour le bien de la société. Cependant, elle a souvent pour effet d’imposer des conséquences aux comportements indésirables (exemple : des sanctions pour avoir enfreint les lois), plutôt que de proposer des incitations à l’adoption des comportements appropriés (exemple : divers incitations fiscales) comme le préconise le marketing social.  Les marketeurs sociaux ont un rôle à jouer pour influencer les décideurs dans l’adoption de ce type de réglementation (changements en amont qui accélèrent les changements comportementaux).  Ils ont également un rôle à jouer auprès de la population pour l’inciter à respecter les règles existantes.

### Médias sociaux
Les médias sociaux influencent les réseaux sociaux qu’utilise le public cible. Ils se révèlent des canaux plus personnels et plus interactifs pour la diffusion de messages que les médias de masse traditionnels. Cependant, du point de vue conceptuel, ces systèmes électroniques sont similaires aux autres modes de communication (imprimé, radio et télé, et affichage extérieur) et ne sont que des façons différentes de livrer un message.

### Marketing sans but lucratif
Pour les organismes sans but lucratif, le marketing a généralement pour fonction de recueillir des fonds, défendre une cause et concevoir des programmes. Il sert également à favoriser l'utilisation des produits et services de l'organisme.

## Avantage distinctif
- La position unique du marketing social dans le domaine du changement comportemental vient du fait qu’il intègre différentes caractéristiques (propres ou partagées) dans un programme de changement de comportement.
- Pour le marketing social, il faut plus que des mots ou des règles pour réussir à influencer le comportement des gens.
- Le marketing social s'appuie sur la perception qu’a le consommateur de son propre intérêt, des obstacles liés à l’adoption du comportement et des forces concurrentielles en présence. Il en découle des interventions qui ont pour but de réduire les obstacles au changement de comportement et d’augmenter les avantages qui comptent pour le public.